# コンフィチュール/片恋
「コンフィチュール/片恋」（こんふぃちゅーる/かたこい）は、榊原ゆいおよびNANAのスプリットシングル。榊原ゆいとしては30枚目の、NANAとしては3枚目のシングルとなる。2012年5月30日にゲーム関連企業ブロッコリーのレーベル「b-green」から発売された。販売はキングレコード。

## 概要
表題曲は、ソフトブランド「ひよこソフト」の製作チームのひとつ（姉妹ブランド）である「ひよこソフト桃組」が2012年にデビュー作として製作したパソコン用アダルトゲーム『おしえて☆エッチなレシピ -アナタとワタシのあま〜いせいかつ!-』のオープニング主題歌である。歌唱は榊原ゆい。
カップリングの「片恋」は同エンディング主題歌として使用されている。歌唱はNANA。
ジャケットには原作ゲームで原画を担当した月音による描き下ろしイラストが使用されている。

## 収録曲
1. コンフィチュール
歌：榊原ゆい、作詞：篁葉月、作曲：篁葉月、編曲：篁葉月
  - アダルトゲーム『おしえて☆エッチなレシピ -アナタとワタシのあま〜いせいかつ!-』オープニング主題歌。
2. 片恋
歌：NANA、作詞：飛燕、作曲：篁葉月、編曲：篁葉月
  - アダルトゲーム『おしえて☆エッチなレシピ -アナタとワタシのあま〜いせいかつ!-』エンディング主題歌。
3. コンフィチュール (off vocal)
4. 片恋 (off vocal)